# Gustav Gottenkieny
Gustav Gottenkieny   (Suïssa, 8 de maig de 1896 - Zúric, setembre 1959 (<13 de setembre de 1959)) fou un futbolista suís, que jugava de defensa, que va competir durant el primer quart del segle xx.
El 1924 va prendre part en els Jocs Olímpics de París, on guanyà la medalla de plata en la competició de futbol, tot i que no jugà cap partit.
Pel que fa a clubs, defensà els colors del FC Winterthur (1909-1914 i 1918-1920), SC Freiburg (1914-1918) i Grasshopper (1920-1928), amb qui guanyà la lliga suïssa de 1927 i 1928 i la copa de 1926 i 1927. Amb la selecció nacional, entre 1920 i 1925, jugà 14 partits, en què no marcà cap gol.